# Eugène Battaille
Ne doit pas être confondu avec Eugène Bataille.
Pour les articles homonymes, voir Battaille.
Antonin Amédée "Eugène" Battaille est un peintre français, né à Granville le 18 avril 1817, élève de Léon Cogniet, spécialisé dans les sujets d'inspirations historiques ou religieuses, et connu par la copie du portrait du Maréchal Ney de Langlois, dont l'original a disparu. Il a cessé toute production vers 1875 et est décédé à Versailles le 26 mars 1882.

## Biographie
Sa nécrologie est parue dans l'Almanach de Versailles de 1883 : « Eugène Bataille, que de nombreux amis accompagnaient au cimetière Notre-Dame le 29 mars dernier, était âgé de 65 ans. Son père, le docteur Bataille, avait conçu l'espoir de voir son fils lui succéder, mais Eugène Bataille eut dès sa plus tendre jeunesse le goût des arts, et il se consacra tout entier à l'étude du dessin. Malgré des qualités réelles, n'arrivant pas à la situation qu'il avait rêvée aussi rapidement qu'il le désirait et pris de découragement, il entra dans l'administration du Musée en qualité de sous-conservateur. Il fut l'un des fondateurs de la Société des amis des Arts de Seine-et-Oise à la prospérité de laquelle il contribua beaucoup par ses efforts. Il rendit à cette excellente association de réels services, s'occupant avec beaucoup de zèle et de dévouement de l'organisation de ses expositions et de ses représentations théâtrales ».

## Œuvre

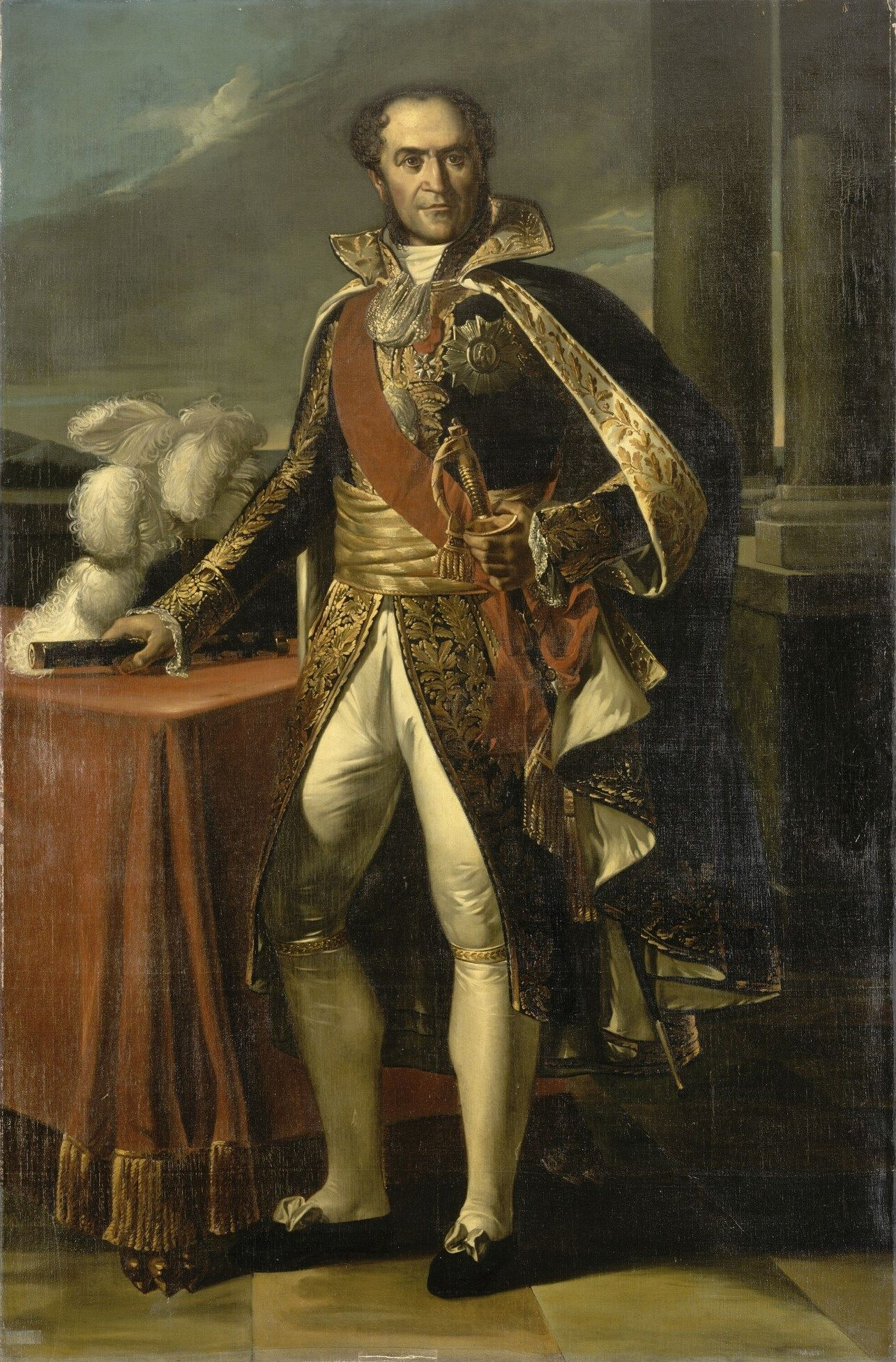
Guillaume Marie-Anne, comte de Brune, maréchal de France (1763-1815), vers 1853, d'après le tableau original de Marie-Guillemine Benoist détruit en 1871 (château de Versailles).

Auteur, notamment, des tableaux suivants :
- Guillaume Marie-Anne, comte de Brune, maréchal de France (1763-1815) (c. 1853), d'après Marie-Guillemine Benoist
- Michel Ney, duc d'Elchingen, prince de la Moskowa, maréchal de France, 1769 - 1815(1853)
- Antoine Félix, marquis de Monti, lieutenant général, 1684 - 1738 (1858)
- Marie-Antoinette d'Autriche, reine de France, et ses enfants (1867)
- Versailles, août 1871
- les communards emprisonnés à l'orangerie du château (sans date)
- portrait de Charlotte Corday (sans date)
- Charles Pate, général de division, 1794 - 1879 (sans date)
- Charlotte Corday dans sa prison (sans date)
- Claude Guillaume Lambert, baron de Chamerolles, contrôleur général des finances, 1726 - 1794 (sans date)